# Эдуард III
О приписываемой Марло и Шекспиру пьесе см. Эдуард III (пьеса)
Эдуард III, Эдвард III (англ. Edward III; 13 ноября 1312 — 21 июня 1377) — король Англии с 1327 года из династии Плантагенетов, сын короля Эдуарда II и Изабеллы Французской, дочери короля Франции Филиппа IV Красивого. Взошёл на английский престол после свержения отца, Эдуарда II, Изабеллой Французской и Роджером Мортимером. Формально в этот период Англией управлял совет из 4 епископов, 4 графов и 6 баронов, но фактическим правителем стал Мортимер, любовник матери Эдуарда. В 1330 году Эдуарду удалось свергнуть Мортимера, который был казнён, а Изабелла была удалена от двора. После этого началось самостоятельное правление Эдуарда.
После того как в 1328 году умер король Франции Карл IV, не оставивший сыновей, Эдуард как сын его сестры предъявил права на французский трон. Хотя его претензии были отвергнуты, и королём стал Филипп VI, ближайший родственник Карла по мужской линии, права Эдуарда на титул короля Франции стали поводом для развязывания в 1337 году Столетней войны между двумя королевствами. В первый период конфликта, получившего название «Эдвардианская война», преимущество было на стороне английской армии, одержавшей ряд побед, самыми важными из которых были сражения при Слёсе, Креси и Пуатье. По итогам мира в Бретиньи 1360 года Англия получила суверенитет над Кале, Понтье и расширенным герцогством Аквитания. В последние годы жизни Эдуарда война возобновилась, однако на этот раз преимущество было на стороне французов, сумевших отвоевать ряд территорий. Эдуард предпринял также несколько военных походов в Шотландию, пытаясь возвести на трон английского ставленника Эдуарда Баллиола. Хотя англичане и одержали победу в нескольких крупных битвах, а после поражения в битве при Невиллс-Кроссе в плен попал шотландский король Давид II, Эдуард в 1357 году предпочёл заключить мир, признав независимость Шотландии.
Эдуард покровительствовал рыцарской культуре и основал орден Подвязки. После эпидемии «чёрной смерти» 1348—1349 годов, унёсшей много жизней, Англия столкнулась с нехваткой рабочих рук. Король издал ряд законов, по которым все неимущие принудительно привлекались к работам за плату по ставкам, применявшимся до начала эпидемии, а также поднял налоги. В последние годы правления Эдуарда недовольство высокими налогами и военные неудачи Англии привели к росту социальной напряжённости в королевстве. Сам король с 1374 года практически отстранился от управления королевством, фактическим правителем Англии в это время стал его сын Джон Гонт.
Поскольку старший сын Эдуарда III Эдуард Чёрный Принц умер раньше отца, его наследником стал внук, Ричард II. От двух других сыновей, Джона Гонта и Эдмунда Лэнгли, пошли династии Ланкастеров и Йорков, представители которых оспаривали английский престол в XV веке.
Эдуард III был первым английским правителем, который включил порядковый номер в официальный титул. Также он был первым английским правителем, образец почерка которого сохранился на официальных документах.